# دبليو. بلكينغتون
دبليو. بلكينغتون (بالإنجليزية: William Pilkington)‏ (6 ديسمبر 1806 - 2 يونيو 1832) هو لاعب كريكت بريطاني (وحمل سابقاً جنسية المملكة المتحدة لبريطانيا العظمى وأيرلندا).